# Rádio Acção FM
Rádio Acção FM é uma estação de rádio moçambicana sediada em Maputo. Transmite na frequência modular (FM) 106.2MHz. Conta com uma programação de 24 horas por dia dividida em quatro períodos, variando entre a língua portuguesa e Tsonga .
Rádio Acção FM
É um estação de rádio moçambicana comunitária sediada na Cidade de Maputo, província de mesmo nome.
Teve início de actividades no ano de 2016, mantendo uma grelha de programação religiosa de conteúdo evangélico, musical, educativo e cultural recreativo visando influenciar de forma positiva a sociedade moçambicana.

## Programação
- A Voz da Salvação
- Bonde do Rap
- Culto com o pastor
- Escola da Verdade
- Galeria Gospel
- Refeitório no quintal
- Ouvinte Repórter
- Saúde & Meio Ambiente
- Socorro do Alto
- Saiba como Nós
- Geração Eleita
- Papo em dia